# Botschafter der Sterne
Botschafter der Sterne (chinesisch 观想之宙, Pinyin Guānxiǎng zhī zhòu – „Universum der Visualisierung“) ist ein aus einer Fan-Fiction entstandener Science-Fiction-Roman des chinesischen Schriftstellers Baoshu (Pseudonym von Li Jun), welche die Trisolaris-Trilogie von Liu Cixin zwar mit dessen Segen, aber nicht offiziell kanonisch erweitert. Nach Veröffentlichung des letzten Teils Jenseits der Zeit (chinesisch 死神永生, Pinyin sǐshényǒngshēng 'Der Tod lebt ewig') in China am 1. November 2010 befand sich Baoshu studienbedingt an der KU Leuven in Belgien und ließ sich daher Fotos sämtlicher Buchseiten von einem Freund aus China per Mail zuschicken. Ein von ihm verfasster Dialog von zwei Charakteren gelangte in Fanforen zu großer Aufmerksamkeit und motivierte ihn zur Erweiterung auf ein ganzes Buch, was in gerade einmal drei Wochen geschah. Daraufhin wurden das Chongqing Publishing House, welches bereits alle drei Werke der Trisolaris-Trilogie veröffentlicht hatte, sowie Liu Cixin selbst auf ihn aufmerksam, was im folgenden Jahr 2011 zur Veröffentlichung führte. Die deutsche Version, welche von Marc Hermann übersetzt wurde, erschien am 8. März 2021 beim Heyne Verlag.

## Handlung
Nach dem Bruch der Totenlinien auf Planet Grau und dem daraus resultierten Fall des Sternensystems DX3906 in eine Schwarze Domäne mit reduzierter Lichtgeschwindigkeit sitzen Yun Tianming und Ai 艾 AA alleine auf Planet Blau. Im Orbit über ihnen zieht die Hunter mit Cheng Xin und Guan Yifan als helles Licht langsam über den Nachthimmel und wird aufgrund von relativistischer Zeitdilatation erst in vielen Millionen Jahren landen können. Yun Tianming erzählt Ai 艾 AA gefangen auf dieser Welt von seinen Erlebnissen, nachdem die Raumsonde des Treppenplans mit seinem tiefgefrorenen Gehirn von der Invasionsflotte der Trisolarier abgefangen wurde.
Auf Grundlage des Studiums seines Gehirns entwickelten die Trisolarier eine Technologie, genannt Cloud Computing, welche ihnen die Verschleierung ihrer eigenen Gedanken ermöglichte. Dadurch brach beinahe das gesamte Wirtschaftssystem der Trisolarier zusammen, welches essentiell darauf beruhte, dass durch die offene Übertragung von Gedanken keine Lügen möglich sind. So speicherten Trisolarier etwa den Umfang ihres Vermögens einfach in ihrem eigenen Gehirn ab. In einigen brutalen Experimenten untersuchen die Trisolarier die Reaktion von Yun Tianming, unter anderem auf Kannibalismus. Für die Trisolarier ist dies aufgrund ihrer Evolution in einer extrem harten Umwelt etwas völlig natürliches, sodass sie es nicht als Folter betrachten, als Yun Tianming eine völlig reale Illusion von Cheng Xin erlebt, welche ihn bei lebendigem Leib aufisst. Yun Tianming merkt dabei, dass die Trisolarier die vollständige Kontrolle über seine komplette Wahrnehmung haben. Ein Erlebnis, in welchem er scheinbar in einem neuen Körper aufwacht und anschließend durch Suizid entkommen will, stellt sich ebenfalls als reine Illusion heraus. Darüber hinaus können die Trisolarier die Wahrnehmung von Zeit für ihn verlängern und bestrafen ihn bei seiner ersten Verweigerung der Kooperation mit einer jahrhundertewährenden Wartezeit in den fiktiven Welten seiner Gedanken, während der sich Yun Tianming bei seinen eingebildeten Abenteuern unzählige Märchen ausdenkt. Yun Tianming erzählt Ai 艾 AA dabei, dass es statt Cheng Xin tatsächlich in seiner Kindheit ein Mädchen gegeben hatte und sie sich gemeinsam Märchen erzählt hatten, ihr Namen fällt ihm jedoch nicht mehr ein. Ai 艾 AA behauptet, es wäre Ai Xiaowei gewesen, eine Frau aus der Zeit des Beginns der Krise. Ai 艾 AA ist ein Klon von Ai Xiaowei und hat von ihr einen Brief bekommen, in dem Ai Xiaowei schreibt, die Frau gewesen zu sein, die Yun Tianming beim Kauf von DX3906 von den Vereinten Nationen getroffen hatte. Erst nach ihren Treffen hatte sie ihn erkannt und versucht ihn ausfindig zu machen, was erfolglos blieb, da Yun Tianming längst den sanften Tod in Anspruch genommen hatte und sein tiefgefrorenes Gehirn ins Weltall hinausdriftete. Nach dem Erwachen folgt seine Einwilligung zur Kooperation mit den Trisolariern unter den Bedingungen, einen realen Körper zu bekommen und fortan ausschließlich gute Gedanken in seinen Kopf transferiert zu bekommen, unter anderem Träume von Cheng Xin. Die Trisolarier willigen ein und verlangen nun seine Hilfe, den durch Abschreckung des dunklen Waldes erzwungenen Frieden zu beenden und die Erde endlich zu erobern.
Yun Tianming schlägt den Trisolariern die Verfälschung der theoretischen Grundlagen sämtlicher physikalischer Erkenntnisse vor, bevor diese (durch die Abschreckung des dunklen Waldes erzwungen) zur Erde gesendet werden. Die Vorstellung einer solchen Täuschung lag jenseits der Fähigkeiten der offen denkenden Trisolarier und wird von ihnen völlig begeistert aufgenommen. Yun Tianming verfolgte mit diesem Vorschlag in Wahrheit jedoch den verzweifelten Versuch, die Menschen heimlich vor den Trisolariern zu warnen, ohne dass diese es bemerkten. Änderungen an der zugrundeliegenden Theorien können bereits durch reine Berechnung entdeckt werden, anstatt viele Jahrzehnte auf experimentelle Überprüfung warten zu müssen. Das würde den Menschen beweisen, dass die Trisolarier inzwischen lügen konnten und ihr unberechtigtes Vertrauen zerstören. Ai 艾 AA erzählt Yun Tianming daraufhin, dass sie während ihrer Promotion tatsächlich auf eine Unstimmigkeit stieß, aber ganz anders erklärte. Seine Unkenntnis vom wissenschaftlichen Erkenntnisgewinn verhinderte daher, den Fehler in seinem Plan zu erkennen. Yun Tianming wurde von den Trisolariern ebenfalls beauftragt, diverse Kunst zur Täuschung der Menschen anzufertigen (darunter etwa den Entwurf von Tomoko). Ein von ihm verfasster Film, in dem eine extrem brutale Invasion der Trisolarier geschildert wird, mit dem Ziel den Menschen ihre wahren Absichten offenzulegen, wird von den Trisolariern überraschend angenommen und sorgte später auf der Erde für begeisterte Reaktionen über die ehrliche Selbstreflexion. Yun Tianming beichtet Ai 艾 AA, dass ihm trotzdem eine nicht genutzte Gelegenheit geboten wurde, den Plan der Trisolarier zu durchkreuzen. Vor der Wahl des nächsten Schwerthalters durfte Yun Tianming sämtliche Geschehnisse auf der Erde über die Sophonen beobachten, darunter wie Thomas Wade eine falsche Stimme am Telefon benutzte und Cheng Xin in eine tödliche Falle lockte. Aufgrund der Verstellung und Vortäuschung falscher Tatsachen ahnten die Trisolarier nichts von dem geplanten Mord, welcher ihre Angriffspläne zunichtegemacht hätte. Yun Tianming wusste dies und wollte es geschehen lassen, konnte aber aus Liebe zu Cheng Xin nicht anders, als ihr Leben zu retten. Yun Tianming beobachtet kurz darauf ihr Versagen als zweite Schwerthalterin und die ganze Welt der Trisolarier, welche ihm bisher nicht gegenübergetreten sind, teilt ihm über direkt in sein Gehirn heruntergeladene Nachrichten ihren Dank mit. Das Unverständnis über ihre Entscheidung, die Übertragung nicht zu senden, erklärt Yun Tianming den Trisolariern mit der Liebe von Cheng Xin für deren Zivilisation.
Ein übernatürliche Entität, welche noch aus dem ursprünglichen zehndimensionalen Universum stammt, passiert die Invasionsflotte der Trisolarier und speist gewaltige Mengen an Informationen direkt in das Gehirn von Yun Tianming. Als dieser überfordert zusammenbricht und auf die zahlreichen Trisolarier an Bord als alternative Möglichkeit zur Kommunikation verweist, enthüllt die übernatürliche Entität ihm, dass die Gehirne der Trisolarier lange nicht die notwendige Komplexität dafür aufweisen würden, da sie wie Insekten seien. Yun Tianming bekommt von der übernatürlichen Entität die Fähigkeit verliehen, in andere Bereiche des Raumschiffes zu blicken (wobei dies nicht wie in Jenseits der Zeit durch eine höhere Dimension geschieht) und sieht dabei, dass die Trisolarier tatsächlich nur die Größe von Reiskörnern haben. Ihre Intelligenz entsteht kollektiv aus ihrer extrem effizienten Kommunikation und nicht wie bei Menschen durch einzelne Individuen, deren Gehirne dafür weitaus komplexer sein müssen. Ihre verachtende Botschaft „Ihr seid Ungeziefer!“ (aus Die drei Sonnen) an die Menschheit versteht Yun Tianming nun als Scham für deren eigene Schwäche. Die übernatürliche Entität verlangt von Yun Tianming die Hilfe als „Sucher“ für die „Herrin“ bei der interstellaren Kriegsführung gegen den „Lauerer“, welcher die kompaktifizierten Dimensionen des Universums eingerissen hatte, welche durch eine Dimensionsumkehr wieder entfaltet werden sollen, und verschwindet.
Mehr als sechzig Jahre später ist Ai 艾 AA im hohen Alter verstorben. Yun Tianming beerdigt sie, hebt sich daneben sein eigenes Grab aus und versucht in diesem erfolglos Suizid zu begehen. Die übernatürliche Entität hatte seinem Geist einen unsterblichen feinstofflichen Körper verliehen und daher nie seine Einwilligung bei der Hilfe im interstellaren Krieg benötigt. Yun Tianming betritt kurz darauf erstmals Universum 647, trifft Tomoko und fragt, wie viel Zeit das Universum in den verschiedenen Dimensionen jeweils bestanden hatte, wobei diese mit zunehmender Dimension immer weiter abnimmt. Für das ursprüngliche zehndimensionale Universum gibt Tomoko nur die Antwort, dass in diesem keine Zeit existiert habe. Yun Tianming versteht nun mit der Erschaffung der Zeit die Motivation des „Lauerers“. Auf der anschließenden Reise durch das Universum zerstört Yun Tianming durch einen Gravitonenangriff, bei welchem die Gravitationskonstante erhöht wird, die Heimatwelt von Sänger, welcher mit der Zweivektorenfolie den zerstörerischen Angriff gegen das Sonnensystem durchgeführt hatte. Mit der Hilfe von Theodora, der Prostituierten aus dem alten Konstantinopel aus dem Prolog von Jenseits der Zeit, welche im vierdimensionalen Fragment ebenfalls einer übernatürlichen Entität begegnete und nach ihrem Tod mit einem feinstofflichen Körper entschwand, kämpft Yun Tianming gegen die komplette Zerstörung des Universums beziehungsweise der Zeit durch Kompaktifizierung beziehungsweise Entfaltung sämtlicher Dimensionen an. Theodora opfert dabei ihr Leben für den Sieg.
Viele Milliarden Jahre später verlassen Cheng Xin und Guan Yifan, die inzwischen auf DX3906 gelandet und Universum 647 betreten haben, dieses nach der Nachricht der Nullheimer wieder. Tomoko führt die Tür von Universum 647 zum großen Universum dabei auf eine künstlich geschaffene Welt mit einem Restaurant am Ende des Universums, in der Cheng Xin und Guan Yifan auf Yun Tianming und Ai 艾 AA treffen, die erneut geklont, aber mit sämtlichen Erinnerungen ihrer früheren Inkarnation ausgestattet wurde. Bei einem gemeinsamen Abendessen erkennt Cheng Xin schockiert, dass die von ihr zurückgelassenen fünf Kilogramm in Universum 647 eine List von Tomoko waren, sodass nach dem folgenden Big Crunch ein komplett anderes Universum entstehen würde.
Im neuen Universum ist das ehemalige Trisolaris-System nicht mehr länger vom Chaos des Dreikörperproblems befallen, stattdessen befindet sich einer der Sterne (Proxima Centauri) auf einer weit entfernten Umlaufbahn um die anderen beiden (Alpha Centauri A und B), welche zusammen ein stabiles Zweikörpersystem bilden. Wie im letzten Universum ist dort eine intelligente außerirdische Zivilisation entstanden, doch eine grundlegend andere, die nie eine Invasionsflotte in Richtung der Erde geschickt hat. Die Basis Rotes Ufer wird zwar ebenfalls gegründet, aber erfolglos wieder eingestellt und Ye Wenjie untersucht zwar ebenfalls Sonnenflecken, aber sehnt sich nun erfolglos nach der Erlösung der Menschheit durch eine überlegene Macht. Shi Qiang wird im Vietnam-Krieg getötet. Cheng Xin ist nun ein männliches Findelkind und wird von Zhang Yuanchao adoptiert. Tomoko besucht Yun Tianming in seiner Wohnung in Beijing und überreicht ihm dabei die gesammelten Erinnerungen an die Vergangenheit der Erde. Aufgrund seiner ungewöhnliche Denkweise und Genialität im letzten Universum wird ihm die Aufgabe anvertraut, die Welt über sämtliche Geschehnisse in diesem zu informieren, in der Hoffnung, dass die Welt irgendwann die Wahrheit darin erkenne. Tomoko nennt Yun Tianming dabei Liu Cixin, sein neuer Name im neuen Universum. Liu Cixin beginnt daraufhin das Epos über das letzte Universum, beginnend mit dem Titel des ersten Teils: „Die drei Sonnen“.

## Hintergrund
Die von Yun Tianming als Vorbild für den Entwurf von Tomoko genannte japanische Schauspielerin Ran Asakawa ist eine reale Pornodarstellerin.
Die mithilfe des Gehirns von Yun Tianming entwickelte Technologie ist nicht nur nach dem realen Cloud Computing benannt, sondern ebenfalls nach Yun Tianming selbst, dessen chinesischer Name 云天明 (Pinyin yún tiānmíng) das chinesische Schriftzeichen 云 (Pinyin yún) für Wolke enthält.
Das Restaurant am Ende des Universums von Yun Tianming und Ai 艾 AA ist eine Referenz auf Das Restaurant am Ende des Universums, den zweiten Teil der Reihe Per Anhalter durch die Galaxis von Douglas Adams.
Der chinesische Bezeichnung der Trisolaris-Trilogie ist „Erinnerungen an die Vergangenheit der Erde“ (地球往事, Pinyin dìqiú wǎngshì).

## Kritik
Han Song, ebenfalls chinesischer Science-Fiction-Autor, befand am 29. Januar 2020, der Roman sei den „Trisolaris-Romanen in erzählerischer Wucht und kosmischer Weite absolut ebenbürtig!“
Holger True vom Hamburger Abendblatt schreibt, der Roman sei „eine Enttäuschung“. Mit einem „langweiligen Erklärmodus“ werden „Leerstellen der ursprünglichen Geschichte [ge]füllt, die gar keiner Füllung bedürfen“. Die Liebesgeschichte ist „eindimensional [....] mit einer Beziehungsstruktur wie aus den 1950er-Jahren“.
Für Gunther Barnewald von phantastiknews.de „hinterlässt dieses Werk einen zwiespältigen Eindruck“. Zwar sei die „hohe schriftstellerische Finesse und Kompetenz des Autors“ anzumerken, aber „andererseits führen allzu grandiose Settings und Erzähl-Ebenen auch zu einem starken Distanzgefühl den Figuren gegenüber beim Leser“. Der Roman sei daher „zwar eine kreative und durchaus verblüffende Fingerübung, ist aber leider kein Meisterwerk geworden“.